# Song for Someone
Song for Someone è un singolo del gruppo musicale irlandese U2, pubblicato il 15 maggio 2015 come terzo estratto dal tredicesimo album in studio Songs of Innocence.

## Descrizione
Il brano è stato scritto da Bono in onore alla propria moglie, Ali Hewson. Conosciuta ai tempi della scuola superiore, il cantante dice di vedere il proprio sentimento di amore molto lontano da canoni romantici, quanto piuttosto come uno scherzo del DNA che ti spinge verso un impegno più grande verso una persona.
Il 4 settembre 2015 il gruppo ha pubblicato il singolo esclusivamente per lo streaming su Spotify.

## Video musicale
Su ispirazione del brano, è stato girato da Vincent Haycock anche un cortometraggio omonimo con protagonista l'attore Woody Harrelson.

## Tracce
Testi di Bono e The Edge, musiche degli U2.
1. Song for Someone (Radio Mix) – 3:49
2. Song for Someone (Live from San Jose) – 3:51

## Formazione
Gruppo
- Bono – voce, tastiera
- The Edge – chitarra, cori, tastiera
- Adam Clayton – basso
- Larry Mullen Jr – batteria, percussioni

Altri musicisti
- Ryan Tedder – tastiera
- Flood – tastiera
- Declan Gafney – tastiera

Produzione
- Ryan Tedder – produzione
- Flood – produzione
- Declan Gaffney – ingegneria del suono
- Adam Durbridge – assistenza tecnica
- Cecil Bartlett – assistenza tecnica
- Drew Smith – assistenza tecnica
- Matt Wiggins – missaggio
- Joseph Hartlett Jones – assistenza al missaggio
- Scott Sedillo – mastering

## Classifiche
| Classifica (2015)                | Posizione massima |
| -------------------------------- | ----------------- |
| Belgio (Fiandre)                 | 76                |
| Belgio (Vallonia)                | 80                |
| Stati Uniti (adult alternative)  | 13                |
| Stati Uniti (adult contemporary) | 19                |
| Stati Uniti (adult top 40)       | 21                |
| Stati Uniti (rock)               | 30                |